# Earl Sweatshirt
Earl Sweatshirt, nome d'arte di Thebe Neruda Kgositsile (Chicago, 24 febbraio 1994), è un rapper, cantautore e produttore discografico statunitense.

## Biografia
Kgositsile è nato a Chicago da Cheryl Harris, una professoressa di diritto all'università della California, a Los Angeles e da Keorapetse Kgositsile, un poeta sudafricano e attivista politico. È cresciuto a Los Angeles e si è diplomato alla New Roads High School di Santa Monica.

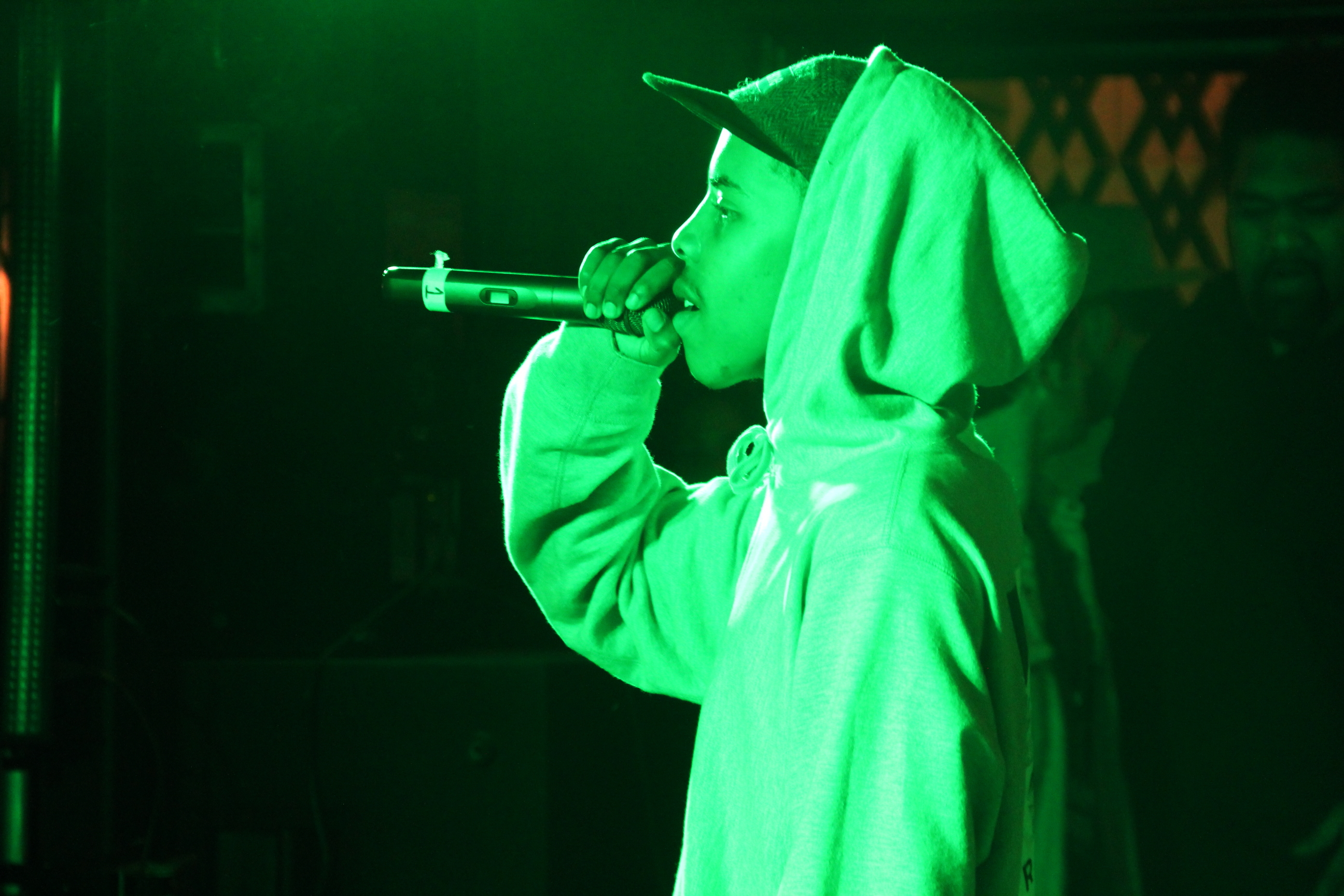
Earl Sweatshirt nel 2013

Nel 2007 pubblicò diversi brani su Myspace, tratti dal mixtape Kitchen Cutlery, reso disponibile in download gratuito sempre su Myspace, 2 anni dopo. Il 31 marzo 2010, Earl Sweatshirt pubblica il suo secondo mixtape, Earl, rendendolo disponibile in download gratuito sul sito ufficiale degli Odd Future. Ciò che spicca nello stile di Earl sono la sua natura aggressiva, rime e i giochi di parole molto complessi e temi introspettivi e autobiografici, viene pubblicato il 26 luglio 2010 nel canale YouTube della Odd Future, il video del brano omonimo. Poco dopo il suo rilascio, sua madre lo ha mandato in un collegio in Samoa per un anno e mezzo dopo aver scoperto che assumeva della droga. Non è stato in grado di registrare musica durante il suo mandato lì, ma è tornato a Los Angeles nel febbraio 2012, poco prima del suo diciottesimo compleanno. Kgositsile ha iniziato a produrre nuova musica, pubblicando il suo album di debutto in studio Doris nell'agosto 2013. Il suo secondo album, I Don't Like Shit, I Don't Go Outside è seguito a marzo 2015 e il suo terzo, Some Rap Songs, pubblicato a novembre 2018. I suoi progetti hanno ricevuto tutti elogi critici diffusi. Attualmente ha firmato con la sua etichetta indipendente Tan Cressida, precedentemente distribuita dalla Columbia Records. Il 1º novembre 2019, Kgositsile ha pubblicato un EP intitolato Feet of Clay. Nel 2022 ha pubblicato il quarto album in studio, Sick!, primo sotto la Warner Records.

## Stile musicale
Kgositsile è stato definito un "prodigio hip-hop" e nel 2011 è stato bollato come "il rapper più eccitante emergente negli anni, un virtuoso che stava appena iniziando a capire cosa poteva fare con le parole". È caratterizzato principalmente dalla sua voce, che è stata classificata come "baritono profondo", un flusso denso e altamente ritmico e schema di rima, e una vasta padronanza del linguaggio e del dispositivo poetico.

### Influenze
Kgositsile ha dichiarato di essere influenzato da MF Doom, RZA (con il quale collaborerà nella canzone "Molasses" inclusa nell'album Doris), Radiohead, Earl Scruggs, James Pants, Eminem, Jay-Z e Cam'ron.

## Discografia

### Album in studio
- 2013 – Doris
- 2015 – I Don't Like Shit, I Don't Go Outside
- 2018 – Some Rap Songs
- 2022 - Sick!

### Album collaborativi
- 2010 – Radiacal (con Odd Future)
- 2012 – The OF Tape Vol. 2 (con Odd Future)
- 2023 – Voir Dire (con The Alchemist)

### EP
- 2015 – Solace
- 2019 – Feet of Clay

### Mixtape
- 2009 – Kitchen Cutlery
- 2010 – Earl